# Zagreb
Zagreb là thủ đô và đồng thời là thành phố lớn nhất Croatia. Đây cũng là trung tâm văn hóa, kinh tế và hành chính nước Cộng hòa Croatia. Dân số thành phố tính đến năm 2006 là 784.000 (khoảng 1 triệu mốt kể cả vùng phụ cận). Zagreb nằm bên hai bờ nam bắc sông Sava và triền nam núi Medvednica ở cao độ 122m.
Với địa thế góc tây nam đồng bằng Pannonia, Zagreb là nút lưu thông quan trọng giữa vùng Trung Âu và biển Adriatic.

## Dân cư
Ước đoán chính thức dân số Zagreb năm 2006 là 784.900 nhưng nếu tính thêm các thị trấn ngoại ô như Samobor và Velika Gorica thì tổng số dân cư đạt hơn một triệu. Hơn 90% dân Zagreb thuộc dân tộc Croatia; số còn lại là người Serbia, người Hồi giáo, Bosnia, Albania, Slovenia, v.v.

## Khí hậu
Khí hậu Zagreb là khí hậu lục địa với bốn mùa rõ rệt. Mùa hè nóng và khô; mùa đông rét lạnh. Nhiệt độ trung bình mùa đông là 1°C trong khi mùa hè là 20°C. Cuối Tháng Năm nóng nhất với nhiệt độ vượt 30°C. Mùa đông thường có tuyết từ Tháng Chạp đến Tháng Ba. Mùa thu hay có mưa và sương mù.
| Dữ liệu khí hậu của Zagreb (1971–2000)                  | Dữ liệu khí hậu của Zagreb (1971–2000) | Dữ liệu khí hậu của Zagreb (1971–2000) | Dữ liệu khí hậu của Zagreb (1971–2000) | Dữ liệu khí hậu của Zagreb (1971–2000) | Dữ liệu khí hậu của Zagreb (1971–2000) | Dữ liệu khí hậu của Zagreb (1971–2000) | Dữ liệu khí hậu của Zagreb (1971–2000) | Dữ liệu khí hậu của Zagreb (1971–2000) | Dữ liệu khí hậu của Zagreb (1971–2000) | Dữ liệu khí hậu của Zagreb (1971–2000) | Dữ liệu khí hậu của Zagreb (1971–2000) | Dữ liệu khí hậu của Zagreb (1971–2000) | Dữ liệu khí hậu của Zagreb (1971–2000) |
| Tháng                                                   | 1                                      | 2                                      | 3                                      | 4                                      | 5                                      | 6                                      | 7                                      | 8                                      | 9                                      | 10                                     | 11                                     | 12                                     | Năm                                    |
| ------------------------------------------------------- | -------------------------------------- | -------------------------------------- | -------------------------------------- | -------------------------------------- | -------------------------------------- | -------------------------------------- | -------------------------------------- | -------------------------------------- | -------------------------------------- | -------------------------------------- | -------------------------------------- | -------------------------------------- | -------------------------------------- |
| Cao kỉ lục °C (°F)                                      | 19.4 (66.9)                            | 22.2 (72.0)                            | 26.0 (78.8)                            | 30.5 (86.9)                            | 33.7 (92.7)                            | 37.6 (99.7)                            | 40.4 (104.7)                           | 39.8 (103.6)                           | 34.0 (93.2)                            | 28.3 (82.9)                            | 25.4 (77.7)                            | 22.5 (72.5)                            | 40.4 (104.7)                           |
| Trung bình ngày tối đa °C (°F)                          | 3.7 (38.7)                             | 6.8 (44.2)                             | 11.9 (53.4)                            | 16.3 (61.3)                            | 21.5 (70.7)                            | 24.5 (76.1)                            | 26.7 (80.1)                            | 26.3 (79.3)                            | 22.1 (71.8)                            | 15.8 (60.4)                            | 8.9 (48.0)                             | 4.6 (40.3)                             | 15.8 (60.4)                            |
| Trung bình ngày °C (°F)                                 | 0.3 (32.5)                             | 2.3 (36.1)                             | 6.4 (43.5)                             | 10.7 (51.3)                            | 15.8 (60.4)                            | 18.8 (65.8)                            | 20.6 (69.1)                            | 20.1 (68.2)                            | 15.9 (60.6)                            | 10.5 (50.9)                            | 5.0 (41.0)                             | 1.4 (34.5)                             | 10.7 (51.3)                            |
| Tối thiểu trung bình ngày °C (°F)                       | −3.0 (26.6)                            | −1.8 (28.8)                            | 1.6 (34.9)                             | 5.2 (41.4)                             | 9.8 (49.6)                             | 13.0 (55.4)                            | 14.7 (58.5)                            | 14.4 (57.9)                            | 10.8 (51.4)                            | 6.2 (43.2)                             | 1.4 (34.5)                             | −1.7 (28.9)                            | 5.9 (42.6)                             |
| Thấp kỉ lục °C (°F)                                     | −24.3 (−11.7)                          | −27.3 (−17.1)                          | −18.3 (−0.9)                           | −4.4 (24.1)                            | −1.8 (28.8)                            | 2.5 (36.5)                             | 5.4 (41.7)                             | 3.7 (38.7)                             | −0.6 (30.9)                            | −5.6 (21.9)                            | −13.5 (7.7)                            | −19.8 (−3.6)                           | −27.5 (−17.5)                          |
| Lượng Giáng thủy trung bình mm (inches)                 | 43.2 (1.70)                            | 38.9 (1.53)                            | 52.6 (2.07)                            | 59.3 (2.33)                            | 72.6 (2.86)                            | 95.3 (3.75)                            | 77.4 (3.05)                            | 92.3 (3.63)                            | 85.8 (3.38)                            | 82.9 (3.26)                            | 80.1 (3.15)                            | 59.6 (2.35)                            | 840.1 (33.07)                          |
| Số ngày giáng thủy trung bình (≥ 0.1 mm)                | 9.8                                    | 9.4                                    | 11.0                                   | 13.0                                   | 13.5                                   | 13.7                                   | 11.2                                   | 10.4                                   | 10.4                                   | 10.9                                   | 11.3                                   | 11.0                                   | 135.6                                  |
| Số ngày tuyết rơi trung bình (≥ 1.0 cm)                 | 10.3                                   | 7.1                                    | 1.8                                    | 0.2                                    | 0.0                                    | 0.0                                    | 0.0                                    | 0.0                                    | 0.0                                    | 0.0                                    | 2.9                                    | 6.7                                    | 29.0                                   |
| Độ ẩm tương đối trung bình (%)                          | 82.5                                   | 76.4                                   | 70.3                                   | 67.5                                   | 68.3                                   | 69.7                                   | 69.1                                   | 72.1                                   | 77.7                                   | 81.3                                   | 83.6                                   | 84.8                                   | 75.3                                   |
| Số giờ nắng trung bình tháng                            | 55.8                                   | 98.9                                   | 142.6                                  | 168.0                                  | 229.4                                  | 234.0                                  | 275.9                                  | 257.3                                  | 189.0                                  | 124.0                                  | 63.0                                   | 49.6                                   | 1.887,5                                |
| Phần trăm nắng có thể                                   | 23                                     | 39                                     | 43                                     | 45                                     | 54                                     | 55                                     | 63                                     | 63                                     | 54                                     | 41                                     | 26                                     | 23                                     | 47                                     |
| Nguồn: Croatian Meteorological and Hydrological Service |                                        |                                        |                                        |                                        |                                        |                                        |                                        |                                        |                                        |                                        |                                        |                                        |                                        |

## Lịch sử
Sử chép là năm 1094 vua Ladislaus nước Hungary lập giáo phận ở đây. Bên cạnh ngôi nhà thờ đó hai thôn Kaptol và Gradec hình thành. Năm 1242 quân Tatar uy hiếp vùng Zagreb nhưng không chiếm được. Để tạ ơn thị dân Zagreb, vua Bela IV ban đặc miễn và Zagreb được tự trị với hệ thống hình pháp riêng. Tương truyền vua còn để lại ở Gradec một cỗ thần công và dặn phải khai pháo mỗi ngày. Cỗ súng này sau được chuyển về vọng lâu Lotrščak và cứ mỗi 12 giờ trưa liên tục từ năm 1877 đến giờ thì có lính bắn một tiếng súng điểm canh.
Khu vực nhà thờ nay là Gornij Grad (Phố Trên), án ngữ bởi Giáo đường St Mark, xây từ thế kỷ 14. Sang thế kỷ 15 thì xây thêm gác chuông.